# You're Next
Pour plus de détails, voir Fiche technique et Distribution.
You're Next, ou Tu es le prochain au Québec, est un film d'horreur américain réalisé par Adam Wingard, sorti en 2011.

## Synopsis
Eric Harson trouve le cadavre de sa petite amie Talia et « You're Next » (« Tu es le prochain » ) écrit avec son sang. Eric est ensuite attaqué et tué avec une machette par un homme portant un masque d'agneau. Plus tard, Erin accompagne son petit ami, Crispian Davison, à une réunion familiale dans leur maison de vacances du Missouri. Toute la famille Davison s'y trouve : les parents, Paul et Aubrey, Drake, le frère aîné de Crispian, sa femme Kelly, Felix et Aimee, les frère et sœur cadets de Crispian, Zee, la petite amie de Felix, et Tariq, le petit ami d'Aimee.
Au cours du dîner, des carreaux d'arbalète sont tirés à travers la fenêtre, tuant Tariq et blessant Drake. Leurs signaux de téléphone cellulaire étant brouillés par les agresseurs, Aimee court vers l'extérieur pour obtenir de l'aide, mais se heurte à un fil coupant qui lui tranche la gorge. Crispian réussit à quitter la maison pour trouver de l'aide. Paul amène Aubrey dans sa chambre à l'étage ; quand Paul part, un homme portant un masque de renard apparaît sous le lit et tue Aubrey. Le reste de la famille trouve Aubrey morte avec les mots « You're Next » écrits sur le mur avec son sang et une machette plantée en plein visage.
Erin réunit des objets pouvant être utilisés comme armes. Elle rencontre un homme portant un masque de tigre, échappe à son attaque et le blesse. Kelly retourne dans la chambre et découvre que le masque de renard se cache toujours sous le lit ; elle panique et court vers la maison voisine. Elle y entre mais découvre le couple qui a été assassiné au début du film, et est tuée par le masque d'agneau. Chez les Davison, Erin parvient à tuer le masque de tigre avec un attendrisseur à viande. Le masque d'agneau trouve Drake, mais Erin le poignarde avec un tournevis et il prend la fuite.
En explorant la maison, Paul trouve des signes que les tueurs étaient dans la maison depuis un certain temps. Il essaie de le dire à Zee et Felix, mais le masque de renard lui tranche la gorge. Il est alors révélé que Felix et Zee ont engagé les tueurs pour assassiner la famille et recueillir l'héritage. Felix déteste sa famille, qui l'a toujours méprisé à ses yeux. Erin et Zee installent des pièges ensemble ; Erin explique qu'elle a grandi avec des survivalistes et a ainsi appris des techniques de combat et de survie. Zee est sur le point de tenter de tuer Erin, mais est interrompue. Felix attire Drake au sous-sol et le poignarde à mort avec des tournevis.
Erin entend une dispute entre Felix, Zee, et les deux tueurs masqués restants. Réalisant leurs plans, elle s'échappe de la maison mais se blesse à la jambe. Elle retourne à la maison et tue le masque d'agneau en le poignardant à la tête avec un tournevis. Réalisant qu'elle ne peut pas distancer le tueur restant avec sa jambe blessée, Erin tend un piège à la porte d'entrée. Cependant, le masque de renard entre dans la maison par une fenêtre. Elle lui tend alors une embuscade au sous-sol et le tue avec une bûche. Zee et Felix tentent de tuer Erin eux-mêmes, mais elle les tue brutalement tous les deux, en enfonçant un mixeur sur le crâne de Felix et en poignardant Zee dans la tête. Crispian appelle Felix, et quand Erin décroche, il révèle par inadvertance son implication dans le projet. Crispian retourne à la maison et, ignorant ses tentatives de la soudoyer avec de l'argent, Erin le poignarde fatalement dans le cou et les yeux.
Un policier arrive et tire sur Erin dans l'épaule, après l'avoir vue tuer Crispian. Après avoir appelé des renforts, il tente d'entrer dans la maison mais est accidentellement tué par le piège qu'Erin avait posé à la porte.

## Fiche technique
- Titre original et français : You're Next
- Titre québécois : Tu es le prochain
- Réalisation : Adam Wingard
- Scénario : Simon Barrett (en)
- Direction artistique : Thomas S. Hammock
- Décors : Nathan Truesdell
- Costumes : Emma Potter
- Photographie : Andrew Droz Palermo
- Son : Willy Allen
- Montage : Adam Wingard
- Musique : Mads Heldtberg
- Production : Simon Barrett, Keith Calder, Kim Sherman et Jessica Wu
- Société de production : Snoot Entertainment
- Société de distribution : Lionsgate
- Pays de production :  États-Unis
- Langue originale : anglais
- Format : couleur - 2.35:1 -  Son Dolby numérique - 35 mm
- Genre : horreur, slasher
- Durée : 96 minutes
- Dates de sortie : 
  - Canada : 10 septembre 2011 (Festival international du film de Toronto) ; 23 août 2013 (nationale)
  - États-Unis : 23 août 2013
  - Belgique : 28 août 2013
  - France : 4 septembre 2013
- Classification :
  - États-Unis : Rated R (Les mineurs (17 ans et moins) doivent être accompagnés d'un adulte)
  - France : Interdit aux moins de 16 ans lors de sa sortie en salles

## Distribution
- Sharni Vinson (V. F. : Jessica Monceau) : Erin
- A. J. Bowen (V. F. : Boris Rehlinger) : Crispian
- Nicholas Tucci (V. F. : Luc Boulad) : Felix
- Wendy Glenn (V. F. : Laëtitia Godès) : Zee
- Rob Moran (V. F. : Jérôme Rebbot) : Paul Davison
- Barbara Crampton  (V. F. : Brigitte Berges) : Aubrey
- Joe Swanberg (V. F. : Damien Ferrette) : Drake
- Margaret Laney (V. F. : Delphine Braillon) : Kelly
- Amy Seimetz  (V. F. : Christèle Billault) : Aimee
- Ti West (V. F. : Sam Salhi) : Tariq
- L. C. Holt : Craig (masque d'agneau)
- Simon Barrett (en) : Dave (masque de tigre)
- Lane Hughes : Tom (masque de renard)
- Larry Fessenden : Erik Harson
- Kate Lyn Sheil : Talia
- Calvin Reeder : Officier Trubiano

Source et légende : Version française (V. F.) sur RS Doublage et AlloDoublage

## Production

### Développement
Simon Barrett écrit le scénario en s'inspirant de son propre script A Horrible Way to Die (2010) pour Adam Wingard.

### Tournage
Adam Wingard et l'équipe de la production tournent en hiver 2011 dans une belle demeure à Columbia dans le Missouri, où ont également été filmés leurs deux films A Horrible Way to Die (2010) et V/H/S (2012). Le tournage s'avère difficile, comme endommager cette maison historique, construite dans les années 1900, par des arbalètes et du sang sur les murs.

## Accueil

### Festival et sortie
L'avant-première mondiale a lieu au Festival international du film de Toronto en septembre 2011 et d'autres festivals.
Le 16 septembre 2011, la distribution Lionsgate rachète les droits de ce film d'horreur et, deux mois après, elle s'associe avec une autre Summit Entertainment : « ils ont eu deux fois plus de films à sortir. Ils devaient juste trouver une date », expliqua le réalisateur.
En septembre 2012, Lionsgate le programme finalement le 23 août 2013 en Amérique du Nord,.

### Accueil critique
Globalement, le film est assez bien reçu par les critiques et par les spectateurs. Ayant un ratio de 76 % sur Rotten Tomatoes, avec une note moyenne de 6,5/10 et sur la base de 144 critiques collectées, le site note dans son consensus que le film est un « mélange énergique et efficace de gore et d'humour noir ». Sur Metacritic, le film obtient un score de 66/100 sur la base de 32 critiques collectées.

### Box-office
| Pays ou région    | Box-office      | Date d'arrêt du box-office | Nombre de semaines |
| ----------------- | --------------- | -------------------------- | ------------------ |
| Monde             | 26 887 177 $    | 10 octobre 2013            |                    |
| États-Unis Canada | 18 494 006 $    | 10 octobre 2013            | 8                  |
| Europe            | 844 333 entrées |                            |                    |
| France            | 114 469 entrées | 15 octobre 2013            | 6                  |

Pour son premier week-end, You're Next est au sixième rang avec une moyenne de 2 881 de dollars/salle pour cumuler 7 020 196 de dollars. En revanche, au second week-end, il perd 43 %, ramassant 1 641 dollars/salle pour un cumul de 13 340 000 de dollars.
En France, le film cumule 100 696 entrées en deux semaines.

### Distinctions

#### Récompenses
- Austin Fantastic Fest 2011 :
  - Meilleur film
  - Meilleur réalisateur pour Adam Wingard
  - Meilleure actrice de l'horreur pour Sharni Vinson
  - Meilleur scénariste pour Simon Barrett (en)
  - Prix du public
- Festival international du film fantastique de Gérardmer 2013 : Prix du jury Syfy
- Festival international du film fantastique de Neuchâtel 2013 : Prix TSR du public

#### Nominations et sélections
- Festival international du film de Toronto 2011
- Festival du film de Sydney 2013 : sélection « Freak Me Out »